# Caecilia isthmica
Caecilia isthmica és una espècie d'amfibi de la família Caeciliidae que habita a Colòmbia i Panamà en boscos tropicals o subtropicals humits i a baixa altitud, montans humits tropicals o subtropicals, plantacions, jardins rurals i zones prèviament boscoses ara molt degradades.